# Troisième circonscription de la Moselle
La troisième circonscription de la Moselle est l'une des neuf circonscriptions législatives françaises que compte le département de la Moselle (57) situé en région Grand Est.

## Description géographique et démographique

### De 1958 à 1986
Le département avait huit circonscriptions.
La troisième circonscription de la Moselle était composée de :
- canton de Fontoy
- canton de Hayange
- canton de Moyeuvre-Grande

Source : Journal officiel du 14-15 octobre 1958.

### De 1988 à 2010
Le département avait dix circonscriptions.
La troisième circonscription de la Moselle était délimitée par le découpage électoral de la loi n°86-1197 du 24 novembre 1986, elle regroupe les divisions administratives suivantes : 
- canton de Metz-II
- canton de Metz-III
- canton de Pange
- canton de Vigy
- ainsi que les communes de Chieulles, Mey, Saint-Julien-lès-Metz, Vantoux et Vany.

D'après le recensement général de la population en 1999, réalisé par l'Institut national de la statistique et des études économiques (INSEE), la population de cette circonscription était estimée à 100 934 habitants,.

### Depuis 2012
Le redécoupage des circonscriptions législatives réalisé en 2010 et entrant en application à compter des élections législatives de juin 2012, a modifié le nombre de circonscriptions du département (passant de dix à neuf) et la composition de certaines circonscriptions et en particulier la troisième circonscription  :
- canton de Metz-I
- canton de Metz-II
- canton de Metz-III (moins la partie située à l’ouest de la voie ferrée de Nancy à Thionville)
- canton de Pange
- canton de Vigy
- ainsi que les communes de Chieulles, Mey, Saint-Julien-lès-Metz, Vantoux et Vany.

Carte de la troisième circonscription de la Moselle de 1958 à 1986
Carte de la troisième circonscription de la Moselle de 1986 à 2012

## Historique des députations
| Législature | Début de mandat | Fin de mandat  | Député               | Parti politique     | Observations                                                                           |
| ----------- | --------------- | -------------- | -------------------- | ------------------- | -------------------------------------------------------------------------------------- |
| IXe         | 23 juin 1988    | 1er avril 1993 | Jean Louis Masson    | RPR                 |                                                                                        |
| Xe          | 2 avril 1993    | 21 avril 1997  | Jean Louis Masson,   | RPR,                | Mandat écourté à la suite d'une dissolution parlementaire décidée par Jacques Chirac.  |
| XIe         | 12 juin 1997    | 18 juin 2002   | Jean Louis Masson,   | RPR,                | Marie-Jo Zimmermann lui succède le 02/02/1998                                          |
| XIIe        | 19 juin 2002    | 19 juin 2007   | Marie-Jo Zimmermann, | UMP,                |                                                                                        |
| XIIIe       | 20 juin 2007    | 19 juin 2012   | Marie-Jo Zimmermann  | UMP                 |                                                                                        |
| XIVe        | 20 juin 2012    | 20 juin 2017   | Marie-Jo Zimmermann  | les Républicains    |                                                                                        |
| XVe         | 21 juin 2017    | 21 juin 2022   | Richard Lioger       | LREM                |                                                                                        |
| XVIe        | 22 juin 2022    | 9 juin 2024    | Charlotte Leduc      | La France insoumise | Mandat écourté à la suite d'une dissolution parlementaire décidée par Emmanuel Macron. |

## Historique des élections

### Élections de 1958
| Candidat       | Candidat         | Parti          | Premier tour | Premier tour | Second tour | Second tour |  |
| Candidat       | Candidat         | Parti          | Voix         | %            | Voix        | %           |  |
| -------------- | ---------------- | -------------- | ------------ | ------------ | ----------- | ----------- |  |
|                | Jean Delrez élu  | CR             | 13 338       | 33,33        | 15 964      | 39,72       |  |
|                | Jean Engler      | CNIP           | 12 301       | 30,74        | 13 929      | 34,65       |  |
|                | Pierre Caldérara | PCF            | 7 818        | 19,53        | 8 603       | 21,4        |  |
|                | Gaston Bongras   | UGS            | 2 574        | 6,43         | Retrait     | Retrait     |  |
|                | Paul Béron       | UFD            | 2 180        | 5,45         | 1 698       | 4,22        |  |
|                | Jacques Cauyette | Radsoc         | 1 811        | 4,53         |             |             |  |
|                |                  |                |              |              |             |             |  |
| Inscrits       | Inscrits         | Inscrits       | 58 233       | 100,00       | 58 225      | 100,00      |  |
| Abstentions    | Abstentions      | Abstentions    | 15 964       | 27,41        | 16 660      | 28,61       |  |
| Votants        | Votants          | Votants        | 42 269       | 72,59        | 41 565      | 71,39       |  |
| Blancs et nuls | Blancs et nuls   | Blancs et nuls | 2 247        | 5,32         | 1 371       | 3,3         |  |
| Exprimés       | Exprimés         | Exprimés       | 40 022       | 94,68        | 40 194      | 96,7        |  |

Le suppléant de Jean Delrez était Martial Blanrue, comptable à Moyeuvre-Grande.
Jean Delrez a siégé au groupe MRP.

### Élections de 1962
| Candidat       | Candidat                 | Parti          | Premier tour | Premier tour | Second tour | Second tour |  |
| Candidat       | Candidat                 | Parti          | Voix         | %            | Voix        | %           |  |
| -------------- | ------------------------ | -------------- | ------------ | ------------ | ----------- | ----------- |  |
|                | Jean-Louis Gasparini élu | UNR-UDT        | 16 866       | 39,97        | 27 060      | 65,3        |  |
|                | César Depietri           | PCF            | 9 584        | 22,71        | 14 378      | 34,7        |  |
|                | Gabriel Wahrheit         | Radsoc         | 4 957        | 11,75        | Retrait     | Retrait     |  |
|                | Frédéric Schulz          | Modérés        | 4 579        | 10,85        | Retrait     | Retrait     |  |
|                | Jean Delrez sortant      | MRP            | 4 478        | 10,61        | Retrait     | Retrait     |  |
|                | Marcel Grégoire          | PSU            | 1 730        | 4,1          |             |             |  |
|                |                          |                |              |              |             |             |  |
| Inscrits       | Inscrits                 | Inscrits       | 63 054       | 100,00       | 63 047      | 100,00      |  |
| Abstentions    | Abstentions              | Abstentions    | 19 433       | 30,82        | 19 784      | 31,38       |  |
| Votants        | Votants                  | Votants        | 43 621       | 69,18        | 43 263      | 68,62       |  |
| Blancs et nuls | Blancs et nuls           | Blancs et nuls | 1 427        | 3,27         | 1 825       | 4,22        |  |
| Exprimés       | Exprimés                 | Exprimés       | 42 194       | 96,73        | 41 438      | 95,78       |  |

Le suppléant de Jean-Louis Gasparini était Gilbert Guérin-Pétrement, membre de l'UDT, maire de Rosselange.

### Élections de 1967
| Candidat       | Candidat                     | Parti          | Premier tour | Premier tour | Second tour | Second tour |  |
| Candidat       | Candidat                     | Parti          | Voix         | %            | Voix        | %           |  |
| -------------- | ---------------------------- | -------------- | ------------ | ------------ | ----------- | ----------- |  |
|                | César Depietri élu           | PCF            | 19 539       | 36,13        | 29 417      | 56,25       |  |
|                | Jean-Louis Gasparini sortant | UD-Ve          | 18 010       | 33,3         | 22 881      | 43,75       |  |
|                | Victor Madelaine             | PSU            | 10 734       | 19,85        | Retrait     | Retrait     |  |
|                | Joseph Fizaine               | CD (PDM)       | 4 055        | 7,5          |             |             |  |
|                | Roger Béron                  | Modérés        | 1 040        | 1,92         |             |             |  |
|                | M. Degli Esposti             | Extrême droite | 708          | 1,31         |             |             |  |
|                |                              |                |              |              |             |             |  |
| Inscrits       | Inscrits                     | Inscrits       | 65 875       | 100,00       | 65 868      | 100,00      |  |
| Abstentions    | Abstentions                  | Abstentions    | 10 264       | 15,58        | 11 414      | 17,33       |  |
| Votants        | Votants                      | Votants        | 55 611       | 84,42        | 54 454      | 82,67       |  |
| Blancs et nuls | Blancs et nuls               | Blancs et nuls | 1 525        | 2,74         | 2 156       | 3,96        |  |
| Exprimés       | Exprimés                     | Exprimés       | 54 086       | 97,26        | 52 298      | 96,04       |  |

Le suppléant de César Depietri était Henri Lorang, tourneur sur métaux, conseiller municipal de Serémange-Erzange.

### Élections de 1968
| Candidat       | Candidat               | Parti          | Premier tour | Premier tour | Second tour | Second tour |  |
| Candidat       | Candidat               | Parti          | Voix         | %            | Voix        | %           |  |
| -------------- | ---------------------- | -------------- | ------------ | ------------ | ----------- | ----------- |  |
|                | Léon Arnould élu       | RI (URP)       | 21 933       | 43,67        | 28 116      | 56,79       |  |
|                | César Depietri sortant | PCF            | 14 728       | 29,32        | 21 390      | 43,21       |  |
|                | Victor Madelaine       | PSU            | 10 248       | 20,4         | Retrait     | Retrait     |  |
|                | Paul Brier             | FGDS (CIR)     | 2 431        | 4,84         |             |             |  |
|                | Claude Fargeot         | Rad            | 884          | 1,76         |             |             |  |
|                |                        |                |              |              |             |             |  |
| Inscrits       | Inscrits               | Inscrits       | 66 244       | 100,00       | 66 231      | 100,00      |  |
| Abstentions    | Abstentions            | Abstentions    | 15 008       | 22,66        | 15 112      | 22,82       |  |
| Votants        | Votants                | Votants        | 51 236       | 77,34        | 51 119      | 77,18       |  |
| Blancs et nuls | Blancs et nuls         | Blancs et nuls | 1 012        | 1,98         | 1 613       | 3,16        |  |
| Exprimés       | Exprimés               | Exprimés       | 50 224       | 98,02        | 49 506      | 96,84       |  |

Le suppléant de Léon Arnould était Prosper Gaspard, conseiller général du canton de Fontoy, maire de Russange.

### Élections de 1973
| Candidat       | Candidat             | Parti          | Premier tour | Premier tour | Second tour | Second tour |  |
| Candidat       | Candidat             | Parti          | Voix         | %            | Voix        | %           |  |
| -------------- | -------------------- | -------------- | ------------ | ------------ | ----------- | ----------- |  |
|                | Léon Arnould sortant | RI (URP)       | 19 332       | 33,92        | 27 007      | 48,13       |  |
|                | César Depietri élu   | PCF            | 17 839       | 31,3         | 29 111      | 51,87       |  |
|                | Victor Madelaine     | PS (UGSD)      | 15 257       | 26,77        | Retrait     | Retrait     |  |
|                | Guido Jacob          | CD (MR)        | 3 831        | 6,72         |             |             |  |
|                | Robert Durn          | LCR            | 736          | 1,29         |             |             |  |
|                |                      |                |              |              |             |             |  |
| Inscrits       | Inscrits             | Inscrits       | 70 382       | 100,00       | 70 360      | 100,00      |  |
| Abstentions    | Abstentions          | Abstentions    | 12 097       | 17,19        | 11 934      | 16,96       |  |
| Votants        | Votants              | Votants        | 58 285       | 82,81        | 58 426      | 83,04       |  |
| Blancs et nuls | Blancs et nuls       | Blancs et nuls | 1 290        | 2,21         | 2 308       | 3,95        |  |
| Exprimés       | Exprimés             | Exprimés       | 56 995       | 97,79        | 56 118      | 96,05       |  |

Le suppléant de César Depietri était Raymond Gatti, technicien-chimiste à Hayange.

### Élections de 1978
| Candidat       | Candidat                     | Parti          | Premier tour | Premier tour | Second tour | Second tour |  |
| Candidat       | Candidat                     | Parti          | Voix         | %            | Voix        | %           |  |
| -------------- | ---------------------------- | -------------- | ------------ | ------------ | ----------- | ----------- |  |
|                | César Depietri sortant réélu | PCF            | 23 944       | 35,77        | 39 234      | 59,49       |  |
|                | René Drouin                  | PS             | 17 615       | 26,32        | Retrait     | Retrait     |  |
|                | Léon Arnould                 | UDF (PR)       | 15 249       | 22,78        | 26 717      | 40,51       |  |
|                | Roger Gauthier               | RPR            | 7 995        | 11,94        |             |             |  |
|                | Annick Jolivet               | LO             | 1 345        | 2,01         |             |             |  |
|                | Yvan Viry                    | LCR            | 447          | 0,67         |             |             |  |
|                | Alphonse Laux                | UOPDP          | 343          | 0,51         |             |             |  |
|                | Jean-Michel Cavajani         | CNIP           | 0            | 0            |             |             |  |
|                |                              |                |              |              |             |             |  |
| Inscrits       | Inscrits                     | Inscrits       | 80 418       | 100,00       | 80 415      | 100,00      |  |
| Abstentions    | Abstentions                  | Abstentions    | 12 106       | 15,05        | 12 196      | 15,17       |  |
| Votants        | Votants                      | Votants        | 68 312       | 84,95        | 68 219      | 84,83       |  |
| Blancs et nuls | Blancs et nuls               | Blancs et nuls | 1 374        | 2,01         | 2 268       | 3,32        |  |
| Exprimés       | Exprimés                     | Exprimés       | 66 938       | 97,99        | 65 951      | 96,68       |  |

Le suppléant de César Depietri était Raymond Gatti.

### Élections de 1981
| Candidat       | Candidat               | Parti          | Premier tour | Premier tour | Second tour | Second tour |  |
| Candidat       | Candidat               | Parti          | Voix         | %            | Voix        | %           |  |
| -------------- | ---------------------- | -------------- | ------------ | ------------ | ----------- | ----------- |  |
|                | René Drouin élu        | PS             | 23 476       | 42,89        | 39 857      | 70,64       |  |
|                | César Depietri sortant | PCF            | 16 144       | 29,50        | Retrait     | Retrait     |  |
|                | Roger Gauthier         | RPR (UNM)      | 13 694       | 25,02        | 16 568      | 29,36       |  |
|                | Bernard Thierry        | LO             | 1 417        | 2,59         |             |             |  |
|                |                        |                |              |              |             |             |  |
| Inscrits       | Inscrits               | Inscrits       | 81 176       | 100,00       | 81 173      | 100,00      |  |
| Abstentions    | Abstentions            | Abstentions    | 25 563       | 31,49        | 23 269      | 28,67       |  |
| Votants        | Votants                | Votants        | 55 613       | 68,51        | 57 904      | 71,33       |  |
| Blancs et nuls | Blancs et nuls         | Blancs et nuls | 882          | 1,59         | 1 479       | 2,55        |  |
| Exprimés       | Exprimés               | Exprimés       | 54 731       | 98,41        | 56 425      | 97,45       |  |

Le suppléant de René Drouin était Roland Marchesin.

### Élections de 1988
| Candidat       | Candidat                        | Parti          | Premier tour | Premier tour | Second tour | Second tour |  |
| Candidat       | Candidat                        | Parti          | Voix         | %            | Voix        | %           |  |
| -------------- | ------------------------------- | -------------- | ------------ | ------------ | ----------- | ----------- |  |
|                | Jean-Louis Masson sortant réélu | RPR (URC)      | 17 316       | 47,52        | 22 299      | 57,42       |  |
|                | Daniel Delrez                   | PS             | 11 645       | 31,95        | 16 537      | 42,58       |  |
|                | Éric Benoist                    | FN             | 4 022        | 11,04        |             |             |  |
|                | Henri Kaczmarek                 | diss. UDF      | 2 058        | 5,65         |             |             |  |
|                | Jean-François Lassagne          | PCF            | 1 402        | 3,85         |             |             |  |
|                |                                 |                |              |              |             |             |  |
| Inscrits       | Inscrits                        | Inscrits       | 61 899       | 100,00       | 61 373      | 100,00      |  |
| Abstentions    | Abstentions                     | Abstentions    | 24 724       | 39,94        | 21 559      | 35,13       |  |
| Votants        | Votants                         | Votants        | 37 175       | 60,06        | 39 814      | 64,87       |  |
| Blancs et nuls | Blancs et nuls                  | Blancs et nuls | 732          | 1,97         | 978         | 2,46        |  |
| Exprimés       | Exprimés                        | Exprimés       | 36 443       | 98,03        | 38 836      | 97,54       |  |

Le suppléant de Jean-Louis Masson était Pierre Olland, conseiller municipal de Metz.

### Élections de 1993
| Candidat       | Candidat                        | Parti                      | Premier tour | Premier tour | Second tour | Second tour |  |
| Candidat       | Candidat                        | Parti                      | Voix         | %            | Voix        | %           |  |
| -------------- | ------------------------------- | -------------------------- | ------------ | ------------ | ----------- | ----------- |  |
|                | Jean-Louis Masson sortant réélu | RPR (UPF)                  | 14 071       | 35,9         | 20 010      | 54,65       |  |
|                | Nathalie Griesbeck              | Divers gauche (Maj. prés.) | 5 981        | 15,26        | 16 604      | 45,35       |  |
|                | Nicole Dorlin                   | FN                         | 5 643        | 14,4         |             |             |  |
|                | Patrick Gerber                  | PS (ADFP)                  | 4 675        | 8,75         |             |             |  |
|                | Armand Bemer                    | Les Verts (EÉ)             | 3 431        | 8,75         |             |             |  |
|                | Rémy Thines                     | Divers                     | 1 523        | 3,89         |             |             |  |
|                | Christian Mougin                | PCF                        | 1 131        | 2,89         |             |             |  |
|                | Marie Scheyer                   | LT-LNÉ                     | 755          | 1,93         |             |             |  |
|                | Fabrice Bernard                 | Divers droite              | 676          | 1,72         |             |             |  |
|                | Gérald Eggrickx                 | Divers droite              | 488          | 1,24         |             |             |  |
|                | Joël Buguel                     | CNIP                       | 386          | 0,98         |             |             |  |
|                | René Vigreux                    | Divers gauche (Maj. prés.) | 306          | 0,78         |             |             |  |
|                | Philippe Mousnier               | Divers droite              | 132          | 0,34         |             |             |  |
|                |                                 |                            |              |              |             |             |  |
| Inscrits       | Inscrits                        | Inscrits                   | 65 313       | 100,00       | 65 311      | 100,00      |  |
| Abstentions    | Abstentions                     | Abstentions                | 23 971       | 36,7         | 24 536      | 37,57       |  |
| Votants        | Votants                         | Votants                    | 41 342       | 63,3         | 40 775      | 62,43       |  |
| Blancs et nuls | Blancs et nuls                  | Blancs et nuls             | 2 144        | 5,19         | 4 161       | 10,2        |  |
| Exprimés       | Exprimés                        | Exprimés                   | 39 198       | 94,81        | 36 614      | 89,8        |  |

La suppléante de Jean-Louis Masson était Marie-Jo Zimmermann, RPR, conseillère municipale de Metz.

### Élections de 1997
| Candidat       | Candidat                        | Parti          | Premier tour | Premier tour | Second tour | Second tour |  |
| Candidat       | Candidat                        | Parti          | Voix         | %            | Voix        | %           |  |
| -------------- | ------------------------------- | -------------- | ------------ | ------------ | ----------- | ----------- |  |
|                | Jean-Louis Masson sortant réélu | RPR            | 11 164       | 27,54        | 22 580      | 53,45       |  |
|                | Marie-Anne Isler-Béguin         | Les Verts (PS) | 7 966        | 19,65        | 19 663      | 46,55       |  |
|                | Jacques Marchal                 | FN             | 7 494        | 18,49        |             |             |  |
|                | Nathalie Griesbeck              | Divers droite  | 5 873        | 14,49        |             |             |  |
|                | Daniel Delrez                   | IR             | 1 899        | 4,68         |             |             |  |
|                | Pierre Kugler                   | GÉ             | 1 762        | 4,35         |             |             |  |
|                | Jacques Maréchal                | PCF            | 1 423        | 3,51         |             |             |  |
|                | Étienne Hodara                  | LO             | 1 260        | 3,11         |             |             |  |
|                | Gabriel Crippa                  | Divers droite  | 856          | 2,11         |             |             |  |
|                | Stéphane Kiffer                 | LDI (CNIP)     | 838          | 2,07         |             |             |  |
|                |                                 |                |              |              |             |             |  |
| Inscrits       | Inscrits                        | Inscrits       | 67 042       | 100,00       | 67 040      | 100,00      |  |
| Abstentions    | Abstentions                     | Abstentions    | 24 601       | 36,69        | 22 024      | 32,85       |  |
| Votants        | Votants                         | Votants        | 42 441       | 63,31        | 45 016      | 67,15       |  |
| Blancs et nuls | Blancs et nuls                  | Blancs et nuls | 1 906        | 4,49         | 2 773       | 6,16        |  |
| Exprimés       | Exprimés                        | Exprimés       | 40 535       | 95,51        | 42 243      | 93,84       |  |

L'élection de Jean-Louis Masson est annulée par le Conseil constitutionnel le 16 décembre 1997. Il est en effet remarqué que la candidature de Masson a des dépenses de campagnes communes avec celle de Gabriel Crippa, une manœuvre illégale, les comptes de campagnes sont invalidés, et les deux candidats impliqués sont frappés d'un an d'inéligibilité.
La suppléante de Jean-Louis Masson était Marie-Jo Zimmermann.

### Élection partielle du 25 janvier et 1er février 1998
| Candidat                | Parti          | %     | Voix  |
| ----------------------- | -------------- | ----- | ----- |
| Marie-Jo Zimmermann     | RPR            | 33,75 | 6 172 |
| Marie-Anne Isler-Béguin | Les Verts (PS) | 23,72 | 4 338 |
| Jacques Marchal         | FN             | 16,27 | 2 976 |
| Alain Hethener          | RPR diss.      | 9,77  | 1 787 |
| Daniel Delrez           | DVG            | 6,09  | 1 115 |
| Jean-Claude Bonichot    | UDF            | 5,22  | 956   |
| Étienne Hodara          | LO             | 2,71  | 497   |
| Jacques Maréchal        | PCF            | 2,42  | 444   |

| Candidat                | Parti          | %     | Voix   |
| ----------------------- | -------------- | ----- | ------ |
| Marie-Jo Zimmermann     | RPR            | 58,51 | 11 315 |
| Marie-Anne Isler-Béguin | Les Verts (PS) | 41,48 | 8 022  |

### Élections de 2002
| Candidat       | Candidat                            | Parti            | Premier tour | Premier tour | Second tour | Second tour |  |
| Candidat       | Candidat                            | Parti            | Voix         | %            | Voix        | %           |  |
| -------------- | ----------------------------------- | ---------------- | ------------ | ------------ | ----------- | ----------- |  |
|                | Marie-Jo Zimmermann sortante réélue | UMP              | 19 379       | 49,54        | 21 763      | 62,22       |  |
|                | Marie-Anne Isler-Béguin             | Les Verts (PS)   | 10 985       | 28,08        | 13 215      | 37,78       |  |
|                | Josyane Bettinger                   | FN               | 5 056        | 12,93        |             |             |  |
|                | Josiane Dussy                       | Pôle républicain | 692          | 1,77         |             |             |  |
|                | Sylvain Franz                       | MNR              | 690          | 1,76         |             |             |  |
|                | Michèle Him                         | MÉI              | 652          | 1,67         |             |             |  |
|                | Jacques Maréchal                    | PCF              | 600          | 1,53         |             |             |  |
|                | Étienne Hodara                      | LO               | 551          | 1,41         |             |             |  |
|                | Stéphane Terreaux                   | ND               | 349          | 0,89         |             |             |  |
|                | Sad Benkassem                       | IR               | 162          | 0,41         |             |             |  |
|                |                                     |                  |              |              |             |             |  |
| Inscrits       | Inscrits                            | Inscrits         | 69 538       | 100,00       | 69 536      | 100,00      |  |
| Abstentions    | Abstentions                         | Abstentions      | 29 651       | 42,64        | 33 246      | 47,81       |  |
| Votants        | Votants                             | Votants          | 39 887       | 57,36        | 36 290      | 52,19       |  |
| Blancs et nuls | Blancs et nuls                      | Blancs et nuls   | 771          | 1,93         | 1 312       | 3,62        |  |
| Exprimés       | Exprimés                            | Exprimés         | 39 116       | 98,07        | 34 978      | 96,38       |  |

Le suppléant de Marie-Jo Zimmermann était Jean-Luc Wibratte, agriculteur, conseiller municipal de Béchy, syndicaliste agricole.

### Élections de 2007
|                | Marie-Jo Zimmermann sortante réélue | UMP            | 19 585 | 50,96  |  |  |  |
|                | Christiane Pallez                   | PS             | 8 111  | 21,11  |  |  |  |
|                | Juliane Bir                         | UDF–MoDem      | 4 264  | 11,1   |  |  |  |
|                | Marie-Odile Hammer                  | FN             | 1 495  | 3,89   |  |  |  |
|                | Hervé Coleou                        | LCR            | 1 078  | 2,81   |  |  |  |
|                | Armand Bemer                        | Les Verts      | 1 042  | 2,71   |  |  |  |
|                | Irène Kornetzky                     | MÉI            | 747    | 1,94   |  |  |  |
|                | Ralph Blindauer                     | PCF            | 699    | 1,82   |  |  |  |
|                | Eliane Martinot                     | MPF            | 493    | 1,28   |  |  |  |
|                | Francis Petipas                     | MNR            | 358    | 0,93   |  |  |  |
|                | Étienne Hodara                      | LO             | 339    | 0,88   |  |  |  |
|                | Josiane Hajduk                      | Divers         | 219    | 0,57   |  |  |  |
|                |                                     |                |        |        |  |  |  |
| Inscrits       | Inscrits                            | Inscrits       | 72 476 | 100,00 |  |  |  |
| Abstentions    | Abstentions                         | Abstentions    | 33 447 | 46,15  |  |  |  |
| Votants        | Votants                             | Votants        | 39 029 | 53,85  |  |  |  |
| Blancs et nuls | Blancs et nuls                      | Blancs et nuls | 599    | 1,53   |  |  |  |
| Exprimés       | Exprimés                            | Exprimés       | 38 430 | 98,47  |  |  |  |

### Élections de 2012
| Candidat       | Candidat                            | Parti          | Premier tour | Premier tour | Second tour | Second tour |  |
| Candidat       | Candidat                            | Parti          | Voix         | %            | Voix        | %           |  |
| -------------- | ----------------------------------- | -------------- | ------------ | ------------ | ----------- | ----------- |  |
|                | Marie-Jo Zimmermann sortante réélue | UMP            | 15 138       | 38,13        | 20 200      | 53,75       |  |
|                | Christiane Pallez                   | PS             | 13 368       | 33,67        | 17 380      | 46,25       |  |
|                | Françoise Grolet (simple)           | RBM (FN)       | 7 012        | 17,66        |             |             |  |
|                | Jacques Maréchal                    | FG (PCF)       | 1 579        | 3,98         |             |             |  |
|                | Claudine Urruty                     | EÉLV           | 912          | 2,30         |             |             |  |
|                | Agnès Migaud                        | CpF (MoDem)    | 782          | 1,97         |             |             |  |
|                | Christian Loizeau                   | AÉI            | 276          | 0,70         |             |             |  |
|                | Édouard Klein                       | Pirate         | 265          | 0,67         |             |             |  |
|                | Gaël Diaferia                       | NPA            | 192          | 0,48         |             |             |  |
|                | Étienne Hodara                      | LO             | 180          | 0,45         |             |             |  |
|                |                                     |                |              |              |             |             |  |
| Inscrits       | Inscrits                            | Inscrits       | 74 069       | 100,00       | 74 064      | 100,00      |  |
| Abstentions    | Abstentions                         | Abstentions    | 33 863       | 45,72        | 35 279      | 47,63       |  |
| Votants        | Votants                             | Votants        | 40 206       | 54,28        | 38 785      | 52,37       |  |
| Blancs et nuls | Blancs et nuls                      | Blancs et nuls | 502          | 1,25         | 1 205       | 3,11        |  |
| Exprimés       | Exprimés                            | Exprimés       | 39 704       | 98,75        | 37 580      | 96,89       |  |

### Élections de 2017
Les élections législatives françaises de 2017 ont lieu les dimanches 11 et 18 juin 2017.
Voir aussi Élections législatives de 2017 en Moselle.
|                                                                             |                                                                                                |                           |                           |                          |                          |
|                                                                             |                                                                                                | Premier tour 11 juin 2017 | Premier tour 11 juin 2017 | Second tour 18 juin 2017 | Second tour 18 juin 2017 |
|                                                                             |                                                                                                |                           |                           |                          |                          |
|                                                                             |                                                                                                | Nombre                    | % des inscrits            | Nombre                   | % des inscrits           |
| Inscrits                                                                    | Inscrits                                                                                       | 75 317                    | 100,00                    | 75 323                   | 100,00                   |
| Abstentions                                                                 | Abstentions                                                                                    | 41 113                    | 54,59                     | 45 693                   | 60,66                    |
| Votants                                                                     | Votants                                                                                        | 34 204                    | 45,41                     | 29 630                   | 39,34                    |
|                                                                             |                                                                                                |                           | % des votants             |                          | % des votants            |
| Bulletins blancs                                                            | Bulletins blancs                                                                               | 471                       | 1,38                      | 2 163                    | 7,30                     |
| Bulletins nuls                                                              | Bulletins nuls                                                                                 | 166                       | 0,49                      | 797                      | 2,69                     |
| Suffrages exprimés                                                          | Suffrages exprimés                                                                             | 33 567                    | 98,14                     | 26 670                   | 90,01                    |
|                                                                             |                                                                                                |                           |                           |                          |                          |
| Candidat Étiquette politique (partis et alliances)                          | Candidat Étiquette politique (partis et alliances)                                             | Voix                      | % des exprimés            | Voix                     | % des exprimés           |
|                                                                             |                                                                                                |                           |                           |                          |                          |
|                                                                             | Richard Lioger La République en marche                                                         | 11 408                    | 33,99                     | 13 657                   | 51,21                    |
|                                                                             | Marie-Jo Zimmermann (députée sortante) Les Républicains (Union des démocrates et indépendants) | 7 195                     | 21,43                     | 13 013                   | 48,79                    |
|                                                                             | Françoise Grolet (simple) Front national                                                       | 5 308                     | 15,81                     |                          |                          |
|                                                                             | Denis Maciazek La France insoumise                                                             | 3 423                     | 10,20                     |                          |                          |
|                                                                             | Nathalie De Oliveira Parti socialiste                                                          | 1 912                     | 5,70                      |                          |                          |
|                                                                             | Mathias Boquet Europe Écologie Les Verts                                                       | 1 315                     | 3,92                      |                          |                          |
|                                                                             | Christine Singer Union des démocrates et indépendants (577-Les Indépendants)                   | 755                       | 2,25                      |                          |                          |
|                                                                             | Franck Monguillon Écologiste (Confédération pour l'homme, l'animal et la planète)              | 577                       | 1,72                      |                          |                          |
|                                                                             | Marie Maréchal Parti communiste français                                                       | 436                       | 1,30                      |                          |                          |
|                                                                             | Maxime Louis Divers (Parti animaliste)                                                         | 368                       | 1,10                      |                          |                          |
|                                                                             | Isabelle Catalan Divers gauche (Basta!)                                                        | 238                       | 0,71                      |                          |                          |
|                                                                             | Sylvie Allais Divers (Union populaire républicaine)                                            | 229                       | 0,68                      |                          |                          |
|                                                                             | Lucas Fiorenza Régionaliste (57-Le Parti des Mosellans)                                        | 222                       | 0,66                      |                          |                          |
|                                                                             | Étienne Hodara Lutte ouvrière                                                                  | 181                       | 0,54                      |                          |                          |
| Source : Ministère de l'Intérieur - Troisième circonscription de la Moselle |                                                                                                |                           |                           |                          |                          |

### Élections de 2022
Les élections législatives françaises de 2022 ont eu lieu les dimanches 12 et 19 juin 2022.
| Résultats des élections législatives des 12 et 19 juin 2022 de la 3e circonscription de la Moselle |                           |                          |                          |              |              |             |             |
| Candidat                                                                                           | Candidat                  | Parti et coalition       | Nuance                   | Premier tour | Premier tour | Second tour | Second tour |
| Candidat                                                                                           | Candidat                  | Parti et coalition       | Nuance                   | Voix         | %            | Voix        | %           |
| | Charlotte Leduc           | LFI (NUPES)              | NUP                      | 8 178        | 24,27        | 14 012      | 51,46       |
| | Françoise Grolet (simple) | RN                       | RN                       | 6 192        | 18,37        | 13 215      | 48,54       |
| | Richard Lioger (sortant)  | LREM (Ens)               | ENS                      | 5 012        | 14,87        |             |             |
| | Marie-Jo Zimmermann       | Horizons diss.           | DVC                      | 4 540        | 13,47        |             |             |
| | Nathalie Colin-Oesterlé   | LC (UDC)                 | DVD                      | 3 550        | 10,53        |             |             |
| | Éric Gulino               | PS diss.                 | DVG                      | 1 745        | 5,18         |             |             |
| | Anne-Catherine Leucart    | PRV                      | DVC                      | 1 662        | 4,93         |             |             |
| | Christian Bemer           | REC                      | REC                      | 1 375        | 4,08         |             |             |
| | Roxanne Jurion            | PA                       | ECO                      | 563          | 1,67         |             |             |
| | Marlène Wagner            | LP (UPF)                 | DSV                      | 397          | 1,17         |             |             |
| | Étienne Hodara            | LO                       | DXG                      | 211          | 0,63         |             |             |
| | Marie-Jeanne Becht        | POID                     | DXG                      | 114          | 0,34         |             |             |
| | Bernard Carrara           |                          | DIV                      | 92           | 0,27         |             |             |
| | Gaël Diaferia             | NPA diss.                | DXG                      | 68           | 0,20         |             |             |
| Votes valides                                                                                      | Votes valides             | Votes valides            | Votes valides            | 33 699       | 98,27        | 27 227      | 84,09       |
| Votes blancs                                                                                       | Votes blancs              | Votes blancs             | Votes blancs             | 443          | 1,29         | 4 310       | 13,31       |
| Votes nuls                                                                                         | Votes nuls                | Votes nuls               | Votes nuls               | 149          | 0,43         | 843         | 2,60        |
| Total                                                                                              | Total                     | Total                    | Total                    | 34 291       | 100          | 32 380      | 100         |
| Abstention                                                                                         | Abstention                | Abstention               | Abstention               | 41 568       | 54,80        | 43 502      | 57,33       |
| Inscrits / participation                                                                           | Inscrits / participation  | Inscrits / participation | Inscrits / participation | 75 859       | 45,20        | 75 882      | 42,67       |

### Élections de 2024
| Candidat                 | Candidat                   | Parti et coalition       | Nuance                   | Premier tour | Premier tour | Second tour | Second tour |
| Candidat                 | Candidat                   | Parti et coalition       | Nuance                   | Voix         | %            | Voix        | %           |
| ------------------------ | -------------------------- | ------------------------ | ------------------------ | ------------ | ------------ | ----------- | ----------- |
|                          | Victor Chomard             | RN                       | RN                       | 16 948       | 35,32        | 18 347      | 38,22       |
|                          | Nathalie Colin-Oesterlé    | LC (UDC)                 | UDI                      | 16 631       | 34,66        | 29 657      | 61,78       |
|                          | Charlotte Leduc (sortante) | LFI (NFP)                | UG                       | 13 565       | 28,27        | Retrait     | Retrait     |
|                          | Étienne Hodara             | LO                       | EXG                      | 699          | 1,46         |             |             |
|                          | Gaël Diaferia              | NPA-R                    | EXG                      | 143          | 0,30         |             |             |
|                          |                            |                          |                          |              |              |             |             |
| Votes valides            | Votes valides              | Votes valides            | Votes valides            | 47 986       | 97,25        | 48 004      | 96,38       |
| Votes blancs             | Votes blancs               | Votes blancs             | Votes blancs             | 991          | 2,01         | 1 351       | 2,71        |
| Votes nuls               | Votes nuls                 | Votes nuls               | Votes nuls               | 366          | 0,74         | 452         | 0,91        |
| Total                    | Total                      | Total                    | Total                    | 49 343       | 100          | 49 807      | 100         |
| Abstention               | Abstention                 | Abstention               | Abstention               | 26 714       | 35,12        | 26 257      | 34,52       |
| Inscrits / participation | Inscrits / participation   | Inscrits / participation | Inscrits / participation | 76 057       | 64,88        | 76 064      | 65,48       |